# عیالوار
عیالوار فیلمی به کارگردانی و نویسندگی پرویز صبری محصول سال ۱۳۷۱ است. این فیلم دقیقا کپی از فیلم آمریکایی  تنها در خانه است.

## خلاصه داستان
در جشن تولد خانم‌بزرگ، علی، پسربچهٔ شیطان خانواده، سر به سر دایی‌اش می‌گذارد و کیک تولد را از بین می‌بَرَد. علی توسط پدرش در اتاقی حبس می‌شود و روز بعد اعضای خانواده، بدون علی، عازم سفر می‌شوند. دایی علی و مرد دیگری، که خود را به هیئت یک مهاراجهٔ هندی درآورده، برای سرقت اشیای قیمتی خانهٔ خانم‌بزرگ نقشه کشیده‌اند و خالی بودن خانه فرصتی مناسب برای اجرای نقشهٔ آن‌هاست. اما علی هر بار با ترفندی مانع سرقت آن‌ها می‌شود. از سوی دیگر، پدر و مادر علی، که نگران فرزندشان هستند، از طولانی شدن سفر خود ناخرسندند. سرانجام، مادر علی به کمک یک رانندهٔ تریلی، که با همسر و فرزندش عازم تهران هستند، راهی خانه می‌شود. در لحظه‌ای که علی با یاری باغبان پیرِ خانه موفق شده‌است دزدها را میان چند آینهٔ رودررو گرفتار کند، مادرش به خانه می‌رسد.

## بازیگران
* جمشید اسماعیل‌خانی
- گوهر خیراندیش
- اسماعیل داورفر
- مرتضی ضرابی
- حمیده خیرآبادی
- مهناز غمخوار
- ایمان قاسمی
- شهاب احمدی‌نژاد
- مهدی غفاری
- کتایون کاه‌کوئی
- محبوبه زراعت‌دوست
- شهره ادیبی
- فایقه هراتی
- محمد سعادت‌یار
- محمد ورشوچی
- اکبر دودکار
- باقر صحرارودی
- طاهره سیرتی
- محمد کدخدایی
- ایرج کاه‌کوئی
- نیما صبری
- پرویز صبری
- عباس حیدری
- غلامرضا لیلازی
- رحمان مقدم